# Calotes wangi
Calotes wangi — вид ящірок родини агамових (Agamidae). Описаний у 2023 році.

## Поширення
Поширений на півдні Китаю та на півночі В'єтнаму. Мешкає в субтропічних і тропічних лісах, в основному в гірських районах і на пагорбах, проявляючи активність на узліссях.

## Назва
Вид названо на честь професора Юечжао Вана, який грав значну роль у дослідженні амфібій та рептилій на півдні Китаю.